# Acaena lucida
Acaena lucida là loài thực vật có hoa trong họ Hoa hồng. Loài này được Vahl mô tả khoa học đầu tiên.